# Колесник Олена Олександрівна
Олена Олександрівна Колесник (нар. 11 жовтня 1958, м. Дружківка) — український вчений у галузі медицини, лікар-онкохірург. Доктор медичних наук (2005).

## Життєпис
Народилася 11 жовтня 1958 року в Дружківці тодішньої Сталінської області УРСР, нині Донецька область України.
Закінчила Одеський медичний інститут (1983, нині національний університет). Працювала лікарем. Від 1992 — у Національному інституті раку (Київ): від 2008 — головний науковий співробітник Наукових досліджень у галузі онкопатології шлунково-кишкового тракту.
До 7 листопада 2019 — директор інституту раку, з посади відсторонена перед перевіркою закладу.

## Наукова діяльність

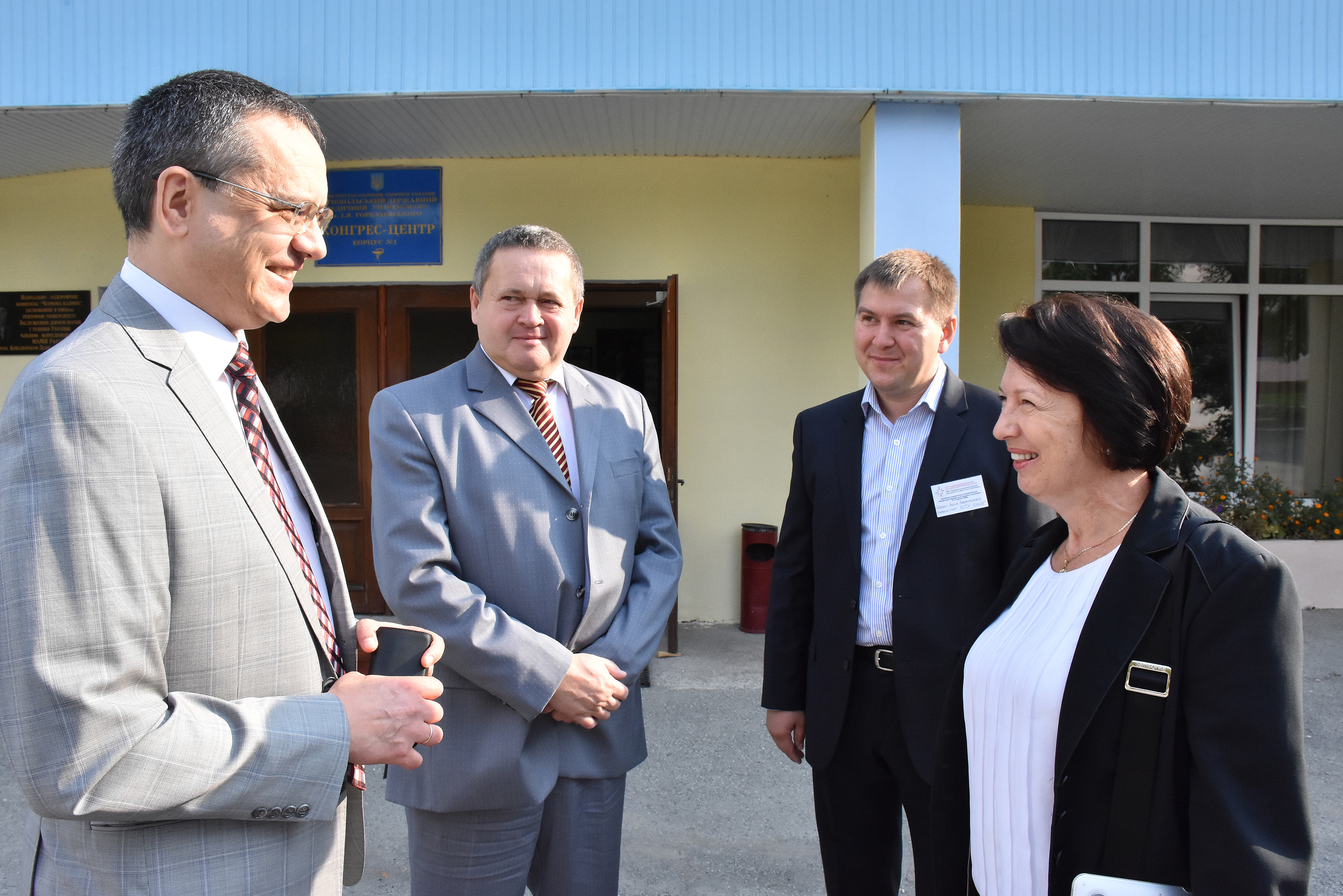
Ректор ТДМУ Михайло Корда, проректор ТДМУ Степан Запорожан, головний лікар Тернопільського обласного онкодиспансеру Леонід Шкробот і Олена Колесник на конференції «Невідкладна абдомінальна хірургія в онкохворих»

Основні напрями наукових та практичних досліджень: хірургічне та комбіноване лікування пухлин органів шлунково-кишкового тракту, експерт із проблем лікування колоректального раку та гастроінтестинальних.
Член Українського наукового товариства онкологів (від 1989), Європейського Товариства з медичної онкології (ESMO, від 1997), Європейського Товариства з хірургічної онкології (ESSO, від 2000), Європейської Асоціації дослідників раку (EACR, від 2004), Європейської Асоціації колопроктологів (ECPS, від 2011), Російського товариства хірургів колопроктологів і гастроентерологів (від 2013), Міжнародної Асоціації хірургів, гастроентерологів і онкологів (IASGO, від 2013).

## Доробок
Авторка більше 300 наукових праць, 24 винаходів, 4 монографій.
Праці:
- Аноректальная меланома: анализ результатов лечения и факторов прогноза // КХ. — 2003. — № 11.
- Современные направления в лечении колоректального рака: (В помощь практикующему врачу). — К., 2005 (співавт.).
- Лечение при раке прямой кишки: взгляд на проблему // Онкология. — 2010. — Т. 12. — № 1(43) (співавт.).

## Відзнаки
- Грамота АМН України (2008);
- почесне звання «Заслужений лікар України» (2009);
- почесний диплом Ospedale «M. Scarlato» Scafati, Італія (2010);
- Грамота МОЗ України (2013);
- Ingeborg Horhager Prize, Австрія (2013);
- Лауреат Державної премії України в галузі науки і техніки (2016);
- лауреатка премії «Жінка III тисячоліття» в номінації «Знакова постать» (2017).